# Straight Outta Cashville
Straight Outta Cashville es el primer álbum en solitario del miembro del grupo G-Unit Young Buck. El álbum debutó en el #3 en Billboard Top 100.

## Lista de canciones
1. "I'm a Soldier" (con 50 Cent)
2. "Do It Like Me"
3. "Let Me In" (con 50 Cent)
4. "Look at Me Now" (con Kon Artis)
5. "Welcome to the South" (con Lil' Flip & David Banner)
6. "Prices on My Head" (con Lloyd Banks & D-Tay)
7. "Bonafide Hustler" (con 50 Cent & Tony Yayo)
8. "Shorty Wanna Ride"
9. "Bang Bang"
10. "Thou Shall"
11. "Black Gloves"
12. "Stomp" (con The Game & Ludacris)
13. "Taking Hits" (con D-Tay)
14. "Walk With Me" (con Stat Quo)
15. "DPG Unit" (con Snoop Dogg, Daz Dillinger, Soopafly, 50 Cent & Lloyd Banks) (Bonus track)

- Datos: Q1542912